# Толуилендиизоцианат
Толуилендиизоциана́т (ТДИ) — ароматический диизоцианат, существует в виде двух изомеров: 2,4-ТДИ (CAS: 584-84-9) и 2,6-ТДИ (CAS: 91-08-7). ТДИ совместно с полиолом является сырьём для производства полиуретанов. На производство ТДИ приходится около 30 % мирового рынка изоцианатов по состоянию на февраль 2011 г. В высоких концентрациях очень ядовит.

## Виды ТДИ
Коммерчески используются несколько видов ТДИ, в том числе чистый 2.4 изомер (ТДИ 100), ТДИ 80 (ТДИ 80/20, Т-80) — смесь из 80 % 2.4-изомера и 20 % 2.6-изомера (самый широко применяемый вид, поскольку его производство наиболее дёшево), ТДИ 65/35 (Т-65) — смесь из 65 % 2.4-изомера и 35 % 2.6-изомера. Чистый 2,4-ТДИ вырабатывается в промышленности в ограниченных количествах для специальных целей (в основном для получения эластомеров). Чистый 2,6-ТДИ выпускается только как лабораторный реагент. Также для особых целей производится модифицированный ТДИ.

## Физические свойства
ТДИ представляет собой бесцветную или бледно-жёлтую жидкость с температурой плавления около 22 °C и характерным едким запахом. Из-за температуры плавления близкой к комнатной, ТДИ часто застывает в бочках при транспортировке, поэтому их нужно выдерживать на складе при повышенной температуре для возможности дальнейшего использования.

## Производство
По состоянию на февраль 2011 года мировые мощности по производству ТДИ составляют 2,6 млн тонн в год.
Крупнейшие производители BASF, Bayer (на этих двух производителей приходится около половины мощностей), Mitsui Chemicals, Dow, а также BorsodChem (которая с начала 2011 г. является частью Yantai Wanhua) и др. Все основные производители ТДИ являются членами Международного Института Изоцианатов (International Isocyanate Institute), целью которого является содействие безопасному обращению с МДИ и ТДИ на рабочих местах, в обществе и окружающей среде.
Основной метод получения толуилендиизоцианата заключается в нитровании толуола до динитротолуола. Далее динитротолуол подвергают каталитическому гидрированию до толуолдиамина. Последний растворяют в инертном растворителе и вводят во взаимодействие с фосгеном.
ТДИ можно получить непосредственно из динитротолуола жидкофазным карбонилированием в среде о-дихлорбензола. Этот метод позволяет избежать использования фосгена, а проблема отходов состоит только в утилизации хлороводорода. Однако этот метод ещё не нашёл промышленного применения.
Инновационный подход в производстве диизоцианатов сейчас использует Bayer. Компания разработала технологию, по которой фосгенирование проводится не в жидкой, а в газовой фазе. Эта технология позволяет сократить расход растворителя на 80 %, потребление энергии — на 60 %, инвестиции — на 20 %.

## Реакционная способность
Положение изоцианатных групп влияет на их реакционную способность:
4-NCO (2,4-изомер) > 2-NCO и 6-NCO (2,6-изомер) > 2-NCO (2,4-изомер) 
При 38 °C соотношение скоростей реакции составляет 8:3:1. Таким образом, 4-NCO-группа будет вступать в реакцию предпочтительнее. В реакции с полиолом более стерически затрудненный 2,6-изомер дает более жесткую пену, чем 2,4-изомер. По этой же причине ТДИ 65/35, который содержит большее количество 2,6-изомера, чем ТДИ 80/20, используется для получения специальных ППУ, например с более высокой несущей способностью.
ТДИ, являясь электрофилом, реагирует с нуклеофильными веществами, такими как вода, спирты, кислоты, амины и т. п.

## Применение
Основное применение ТДИ — производство эластичных полиуретановых пен. Для вспенивания полимера применяют различные низкокипящие вещества, например фреон или пентан. Полученный пенополиуретан (ППУ) может обладать различными степенями жесткости, плотности, «эффектом памяти» и т. п. (в зависимости от марки), что позволяет применять полученный материал в большом спектре изделий.
Основная продукция из ТДИ:
- Поролон;
- Формованные изделия из ППУ (сиденья, матрацы);
- Уретановые (полиуретановые) лаки, покрытия;
- Уретановые (полиуретановые) герметики, клеи;
- Уретановые (полиуретановые) эластомеры и изделия (ролики, валы, детали интерьера автомобиля).

## Физиологическое действие и токсичность
Толуилендиизоцианат (ТДИ 80, 2,4-Толуилендиизоцианат) особо токсичен, числится в списке сильнодействующих ядовитых веществ, относится ко второму классу опасности и в высоких концентрациях может являться сенсибилизатором и аллергеном, подобно другим органическим изоцианатам.
Воздействия паров ТДИ следует избегать, так как это может повлечь опасные последствия, в том числе ТДИ — хорошо известный возбудитель астмы.
В связи с авариями и опасениями за здоровье и экологиию информация об обращении, средствах индивидуальной защиты, мониторинге воздействия, транспортировке, хранении, отборе проб и анализе ТДИ, была опубликована в специальной книге. ТДИ является одним из одиннадцати веществ, перечисленных в законе «Чрезвычайно опасные вещества» (New Jersey Toxic Catastrophe Prevention Act), которые при воздействии на человека, с большой долей вероятности приведут к серьёзным последствиям для здоровья, в том числе смерти или постоянной нетрудоспособности. 
По данным минимальные значения порогов восприятия запаха смеси 2,4 и 2,6 изомеров (в соотношении 65:35) у людей, не подвергавшихся воздействию этих веществ (например, на производстве), был не ниже 0,2-2,6 мг/м3; по данным достигал 15 мг/м3. ПДК 4-Метилфенилен-1,3-диизоцианата (CAS 584-84-9) в воздухе рабочей зоны составляет 0,05 мг/см3 (максимальная разовая). Использование широко распространённых фильтрующих СИЗОД в сочетании с «заменой фильтров по появлении запаха под маской» (как рекомендуется в РФ поставщиками) приведёт к чрезмерному воздействию ТДИ на, по крайней мере, часть работников — из-за запоздалой замены противогазных фильтров. Следует использовать значительно более эффективные изменение технологии и средства коллективной защиты.